# Dunay Bertalan
Dunay Bertalan (Szárazberencs, 1877. április 25. – Budapest, 1961. február 28.) magyar gépészmérnök, kardvívó. 

## Életpályája
Hat évtizeden keresztül Budapesten a Ganz Villamossági Gyárban volt gépszerkesztő, majd műszaki főtanácsos. 1957-ben nyugállományba ment. Sokoldalú sportember volt. A legjelentősebb sikereit kardvívásban érte el: 1920-ban magyar bajnoki címet nyert. többször ért el helyezést. Részt vett az 1912-es stockholmi olimpián kard és tőr egyéniben. Fiai, Dunay András és Dunay Pál is sikeres vívók voltak. Dunay Bertalan sportvezetőként többször viselt tisztséget a Budapesti Budai Torna Egyletben (BBTE), valamint a Magyar Vívószövetségben.